# Santiago Ondo
Santiago Ondo (Libreville, 4 ottobre 1974) è un ex calciatore gabonese naturalizzato equatoguineano, di ruolo difensore.

## Carriera

### Club
Ha giocato tra la quarta e la quinta divisione spagnola.

### Nazionale
Nel 2003 ha giocato due partite con la nazionale equatoguineana.

## Statistiche

### Cronologia presenze e reti in nazionale
| Cronologia completa delle presenze e delle reti in nazionale ― Guinea Equatoriale | Cronologia completa delle presenze e delle reti in nazionale ― Guinea Equatoriale | Cronologia completa delle presenze e delle reti in nazionale ― Guinea Equatoriale | Cronologia completa delle presenze e delle reti in nazionale ― Guinea Equatoriale | Cronologia completa delle presenze e delle reti in nazionale ― Guinea Equatoriale | Cronologia completa delle presenze e delle reti in nazionale ― Guinea Equatoriale | Cronologia completa delle presenze e delle reti in nazionale ― Guinea Equatoriale | Cronologia completa delle presenze e delle reti in nazionale ― Guinea Equatoriale |
| Data                                                                              | Città                                                                             | In casa                                                                           | Risultato                                                                         | Ospiti                                                                            | Competizione                                                                      | Reti                                                                              | Note                                                                              |
| --------------------------------------------------------------------------------- | --------------------------------------------------------------------------------- | --------------------------------------------------------------------------------- | --------------------------------------------------------------------------------- | --------------------------------------------------------------------------------- | --------------------------------------------------------------------------------- | --------------------------------------------------------------------------------- | --------------------------------------------------------------------------------- |
| 11-10-2003                                                                        | Bata                                                                              | Guinea Equatoriale                                                                | 1 – 0                                                                             | Togo                                                                              | Qual. Mondiali 2006                                                               | -                                                                                 |                                                                                   |
| 16-11-2003                                                                        | Lomé                                                                              | Togo                                                                              | 2 – 0                                                                             | Guinea Equatoriale                                                                | Qual. Mondiali 2006                                                               | -                                                                                 |                                                                                   |
| Totale                                                                            |                                                                                   | Presenze                                                                          | 2                                                                                 |                                                                                   | Reti                                                                              | 0                                                                                 |                                                                                   |